# Les Maîtres cartographes
Les Maîtres cartographes est une série de bande dessinée d'heroic fantasy française écrite par Scotch Arleston et dessinée par Paul Glaudel. Ses six volumes ont été publiés par Soleil entre 1992 et 2002.

## Albums
- Soleil (coll. « Soleil de nuit » pour les 4 premiers volumes) :

1. Le Monde de la cité, 1992  (ISBN 2-87764-092-2).
2. Le Glyphe du bouffon, 1992  (ISBN 2-87764-129-5).
3. Les Tours du Floovant, 1994  (ISBN 2-87764-161-9).
4. L'Éclat de Camerlot, 1996  (ISBN 2-87764-385-9).
5. Le Cri du Plouillon, 1999  (ISBN 2-87764-811-7)[2].
6. L'Autre monde, 2002  (ISBN 2-84565-041-8).